# Firema E 126
I treni FiReMa E 126 sono una generazione di convogli costituiti da elettromotrici e rimorchiate concepite specificamente negli anni ottanta per le ferrovie secondarie italiane. Realizzati da FiReMa in un ridotto numero di esemplari, tali treni conferirono un'impronta di modernità ai servizi cui furono dedicati risultando efficienti e affidabili.

## Il mercato di riferimento
La legge 910/1986, finalizzata specificamente "all'ammodernamento delle ferrovie concesse", fu la risposta del parlamento italiano alle esigenze di investimento che da tempo le società esercenti di ferrovie in concessione, comprese quelle in gestione commissariale governativa, avevano avanzato. Queste miravano a contrastare l'ormai diffusa concorrenza stradale che aveva già favorito la chiusura della maggior parte di tali realtà e faceva da contraltare al "Piano integrativo FS" varato nel 1981.
Fra gli interventi previsti dal suddetto provvedimento legislativo, oltre all'ammodernamento delle sedi e degli impianti, era previsto anche l'acquisto di materiale rotabile moderno che, date le caratteristiche di traffico delle "concesse" era previsto per lo più di tipo "leggero" e dunque costituito da automotrici ed elettromotrici.

## Il progetto
Riprendendo i disegni costruttivi delle elettromotrici Stanga-TIBB nell'ultima versione denominata EL374, fornite nel 1981 per le Ferrovie del Gargano e la Ferrovia Benevento-Cancello, i treni E126 furono composizioni costituite da motrice, rimorchiata e rimorchiata pilota, tutte con cassa analoga. Le composizioni possibili erano di due elementi (M + Rp) o tre elementi (M + R + Rp).
La progettazione dei carrelli fu studiata con particolare cura, per garantire un buon comfort di marcia anche su linee ad armamento debole. In generale, la progettazione dell'elettrotreno fu improntata a criteri di economia di gestione e affidabilità.

## Esemplari prodotti

### Fornitura ATCM
Per la società ATCM, che allora eserciva in regime di concessione la ferrovia Modena-Sassuolo, furono ordinati nel 1982 due complessi:
- ALe 88.01+Le 96.01+Rp 88.01 consegnato il 23 luglio 1984[3]
- ALe 88.02+Rp 88.02 consegnato nel maggio 1985

La collaborazione fra gli stabilimenti che avevano costituito il raggruppamento fu attuata a pieno: i treni furono assemblati presso la Casaralta di Bologna, con casse prodotte dalle Officine di Cittadella e carrelli realizzati dall'Officina Meccanica della Stanga di Padova.
Gli stessi entrarono in servizio nel 1985 rilevando parte dei turni delle anziane elettromotrici ex SEFTA 1-10 e rappresentando una significativa miglioria dell'offerta sulla relazione emiliana, ultima superstite della vasta rete ex SEFTA.
Nel 1990/91 i due treni furono sottoposti ad una revisione, che comportò un migliore isolamento delle cabine di guida e l'applicazione di due cristalli frontali in luogo di quello unico preesistente; anche lo schema di coloritura mutò leggermente nella fascia arancione laterale che correva lungo le casse, ora più stretta e arricchita di due filetti longitudinali anch'essi arancioni.
Una nuova revisione fu eseguita a partire dal 2005: ad una riprogettazione completa degli interni, corrispose l'adozione dell'aria condizionata, la ripetizione dei segnali in cabina di guida e l'adeguamento per ottenere l'omologazione a circolare sulle linee RFI. Oltre alla riprogettazione, fu eseguito anche un restyling estetico; la livrea cambiò, assumendo uno schema basato sul blu metallizzato in sostituzione di quello "multicolore" basato sul rosso, il bianco il giallo e l'azzurro che nel frattempo era stato adottato. L'operazione fu condotta presso la Fervet di Castelfranco Veneto e si inquadrava nell'allora ipotizzata estensione dei servizi verso Carpi e Suzzara, poi non concretizzatasi.
Il 1º gennaio 2008 gli elettrotreni passarono alle Ferrovie Emilia Romagna, che rilevarono il ramo ferroviario ATCM. Dopo un'ulteriore revisione e uno scambio di rimorchiate, entrambi i complessi dovevano essere trasferiti all'Ente Autonomo Volturno, società che gestisce la Ferrovia Benevento-Cancello. In realtà, a Benevento venne assegnato solo il convoglio a tre casse, mentre il convoglio a due casse, ridipinto con i nuovi colori FER, verde-bianco-rosso, presta tuttora servizio sulla linea per Sassuolo.

### Fornitura FBN
La FBN, allora esercente la ferrovia Benevento-Cancello, ordinò due treni di tre elementi, il primo dei quali venne consegnato nel dicembre 1984. La classificazione dei rotabili era la seguente:
- E.508 + R 518 + Rp 518, oggi ALe 126 508 + Le 418 + Le 518
- E.509 + R 519 + Rp 519, oggi ALe 126 509 + Le 419 + Le 519

La revisione della prima elettromotrice consegnata risale al 2001, quando essa venne trasferita in Sardegna a tale scopo presso un'azienda di Sestu. Il secondo treno venne revisionato nel 2004 presso la FERVET di Castelfranco Veneto e in tale occasione la livrea mutò leggermente con l'introduzione di elementi blu sul frontale e sulle fiancate.
Una successiva fornitura di rimorchiate, in parte ottenute tramite trasformazione di rotabili preesistenti, portò a 5 il numero totale dei convogli in circolazione. Le elettromotrici E.508-512 furono nel frattempo riclassificate come Ale 126 508-512, con le ultime due sovente accoppiate a formare un unico complesso.

### Fornitura FT
Risale al 1994 l'ultima fornitura di treni, del sottotipo E 126 C, costituiti ciascuno da un'unità motrice ed una rimorchiata, alla Ferrotramviaria per servizi sulla Ferrovia Bari Nord. I convogli, realizzati anch'essi presso le officine di Casaralta, vennero immatricolati presso tale azienda come EL 13 ÷ 15 + Rp 59 ÷ 61 e si distinguono dai precedenti per una semplificazione stilistica dei frontali.
Tali unità, con massa a vuoto di 48,4 t e velocità massima di 130 km/h, sono dotati di gancio automatico Scharfenberg e possono operare in comando multiplo con le altre unità del parco, dal cui progetto i treni E 126 sono derivati.